# الحرجا (جبلة)

تعديل مصدري - تعديل

الحرجا محلة تابعة لقرية الصلولة، التابعة لعزلة وراف بمديرية جبلة إحدى مديريات محافظة إب في الجمهورية اليمنية، بلغ تعداد سكانها 104 حسب تعداد اليمن لعام 2004.